# Cúp AFC 2017
AFC Cup 2017 là phiên bản thứ 14 của AFC Cup, giải đấu cấp câu lạc bộ hạng 2 Châu Á được tổ chức bởi Liên đoàn bóng đá châu Á (AFC).
Đương kim vô địch Al-Quwa Al-Jawiya đánh bại Istiklol ở trận chung kết để giành danh hiệu AFC Cup thứ hai trong lịch sử.

## Phân bổ đội của các hiệp hội
Ủy ban thi đấu AFC đã đề xuất một thể thức mới cho AFC Cup bắt đầu từ năm 2017, được chơi ở năm khu vực của AFC: Tây Á, Trung Á, Nam Á, ASEAN và Đông Á, với đội vô địch Khu vực Tây Á và đội vô địch liên khu vực giữa bốn khu vực khác trong trận chung kết, được tổ chức trên cơ sở luân phiên tại các địa điểm ở phía Đông và Tây. 46 hiệp hội thành viên của AFC (ngoại trừ Quần đảo Bắc Mariana) được xếp hạng dựa trên thành tích của đội tuyển quốc gia và câu lạc bộ của họ trong bốn năm qua trong các giải đấu của AFC, với việc phân bổ các vị trí cho các phiên bản 2017 và 2018 của các giải đấu cấp câu lạc bộ châu Á được xác định bởi bảng xếp hạng AFC rankings năm 2016 (Hướng dẫn nhập cảnh Điều 2.2):
- Các hiệp hội được chia thành năm khu vực:
  - Khu vực Tây Á bao gồm các hiệp hội từ Liên đoàn bóng đá Tây Á (WAFF).
  - Khu vực Trung Á bao gồm các hiệp hội từ Hiệp hội bóng đá Trung Á (CAFA).
  - Khu vực Nam Á bao gồm các hiệp hội từ Liên đoàn bóng đá Nam Á (SAFF).
  - Khu vực ASEAN bao gồm các hiệp hội từ Liên đoàn bóng đá ASEAN (AFF).
  - Khu vực Đông Á bao gồm các hiệp hội từ Liên đoàn bóng đá Đông Á (EAFF).
- Tất cả các hiệp hội không nhận được suất vào vòng bảng AFC Champions League đều đủ điều kiện tham dự AFC Cup.
- Trong mỗi khu vực, số lượng bảng trong vòng bảng được xác định dựa trên số đội tham dự, với số lượng vị trí được quyết định qua vòng loại giống như số lượng bảng:
  - Ở khu vực Tây Á và ASEAN, có ba bảng ở vòng bảng, bao gồm 9 suất vào thẳng, với 3 suất còn lại được quyết định qua vòng loại.
  - Ở khu vực Trung, Nam và Đông Á, có một bảng ở vòng bảng, bao gồm 3 suất vào vòng bảng, với 1 suất còn lại được quyết định qua vòng loại.
- Các hiệp hội hàng đầu tham dự AFC Cup ở mỗi khu vực theo bảng xếp hạng AFC có ít nhất một suất vào vòng bảng (bao gồm cả những đội thua vòng loại AFC Champions League), trong khi các hiệp hội còn lại chỉ nhận được suất dự vòng loại:
  - Đối với khu vực Tây Á và ASEAN:
    - Các hiệp hội xếp hạng 1-3 có hai suất vào vòng bảng.
    - Các hiệp hội xếp hạng 4-6 có một suất vào vòng bảng và một suất vào vòng loại.
    - Các hiệp hội xếp hạng 7 trở đi có một suất vào vòng loại.

  - Đối với khu vực Trung, Nam và Đông Á:
    - Các hiệp hội xếp hạng 1-3 có một suất vào vòng bảng và một suất vào vòng loại.
    - Các hiệp hội xếp hạng 4 trở đi có một suất vào vòng loại.
- Số suất tham dự tối đa cho mỗi hiệp hội là một phần ba tổng số đội đủ điều kiện trong giải quốc nội hàng đầu.
- Nếu bất kỳ hiệp hội nào từ bỏ các suất vào vòng bảng, chúng sẽ được phân phối lại cho hiệp hội đủ điều kiện cao nhất, với mỗi liên kết giới hạn tối đa là hai suất trực tiếp.
- Nếu bất kỳ hiệp hội nào từ bỏ các suất dự vòng loại, chúng sẽ bị hủy bỏ và không được phân phối lại cho bất kỳ hiệp hội nào khác.
- Nếu số lượng đội trong vòng loại ở bất kỳ khu vực nào ít hơn hai lần số lượng vị trí vòng bảng được quyết định qua vòng loại, các đội tham dự vòng loại của các hiệp hội đủ điều kiện cao nhất sẽ lọt vào vòng bảng.

Đối với AFC Cup 2017, các hiệp hội đã được phân bổ vị trí theo bảng xếp hạng hiệp hội được công bố vào ngày 30 tháng 11 năm 2016, trong đó có tính đến thành tích của họ tại AFC Champions League và AFC Cup, cũng như đội tuyển quốc gia của họ trong Bảng xếp hạng FIFA thế giới, trong khoảng thời gian từ 2013-2016.
Việc phân bổ vị trí được công bố vào ngày 7 tháng 12 năm 2016. Phân bổ vị trí cuối cùng, sau khi các vị trí không sử dụng được phân phối lại, đã được công bố vào ngày 12 tháng 12 năm 2016.
| Tham gia AFC Cup 2017 | Tham gia AFC Cup 2017                                         |
| --------------------- | ------------------------------------------------------------- |
|                       | Có mặt tại giải đấu (tính cả vòng play-off và vòng chung kết) |
|                       | Tham gia cả vòng loại và vòng chung kết                       |
|                       | Tham gia vòng loại, nhưng không có mặt ở vòng chung kết       |
|                       | Không tham gia                                                |

| Xếp hạng | Xếp hạng | Hiệp hội thành viên | Điểm   | Suất dự                                       | Suất dự       | Suất dự      | Suất dự |
| Xếp hạng | Xếp hạng | Hiệp hội thành viên | Điểm   | Vòng bảng (Bao gồm đội tham dự vòng loại ACL) | Vòng loại     | Vòng loại    |         |
| Khu vực  | AFC      | Hiệp hội thành viên | Điểm   | Vòng bảng (Bao gồm đội tham dự vòng loại ACL) | Vòng Play-off | Vòng sơ loại |         |
| -------- | -------- | ------------------- | ------ | --------------------------------------------- | ------------- | ------------ | ------- |
| 1        | 10       | Iraq                | 37.240 | 2                                             | 0             | 0            |         |
| —        | 11       | Kuwait[Note KUW]    | 36.457 | 0                                             | 0             | 0            |         |
| 2        | 13       | Syria               | 34.257 | 2                                             | 0             | 0            |         |
| 3        | 15       | Jordan              | 31.213 | 2                                             | 0             | 0            |         |
| 4        | 19       | Bahrain             | 27.353 | 2                                             | 0             | 0            |         |
| 5        | 20       | Liban               | 22.077 | 2                                             | 0             | 0            |         |
| 6        | 22       | Oman                | 19.313 | 1                                             | 1             | 0            |         |
| 7        | 28       | Palestine           | 12.342 | 0                                             | 1             | 0            |         |
| —        | 33       | Yemen[Note YEM]     | 6.926  | 0                                             | 0             | 0            |         |
| Tổng     | Tổng     | Tổng                | Tổng   | 11                                            | 2             | 0            |         |
| Tổng     | Tổng     | Tổng                | Tổng   | 11                                            | 2             |              |         |
| Tổng     | Tổng     | Tổng                | Tổng   | 13                                            |               |              |         |

| Xếp hạng | Xếp hạng | Hiệp hội thành viên | Điểm   | Suất dự                                       | Suất dự       | Suất dự      | Suất dự |
| Xếp hạng | Xếp hạng | Hiệp hội thành viên | Điểm   | Vòng bảng (Bao gồm đội tham dự vòng loại ACL) | Vòng loại     | Vòng loại    |         |
| Khu vực  | AFC      | Hiệp hội thành viên | Điểm   | Vòng bảng (Bao gồm đội tham dự vòng loại ACL) | Vòng Play-off | Vòng sơ loại |         |
| -------- | -------- | ------------------- | ------ | --------------------------------------------- | ------------- | ------------ | ------- |
| 1        | 23       | Tajikistan          | 18.328 | 1                                             | 0             | 1            |         |
| 2        | 29       | Turkmenistan        | 11.514 | 1                                             | 0             | 1            |         |
| 3        | 31       | Kyrgyzstan          | 10.307 | 1                                             | 0             | 1            |         |
| 4        | 32       | Afghanistan         | 7.114  | 0                                             | 0             | 1            |         |
| Tổng     | Tổng     | Tổng                | Tổng   | 3                                             | 0             | 4            |         |
| Tổng     | Tổng     | Tổng                | Tổng   | 3                                             | 4             |              |         |
| Tổng     | Tổng     | Tổng                | Tổng   | 7                                             |               |              |         |

| Xếp hạng | Xếp hạng | Hiệp hội thành viên  | Điểm   | Suất dự                                       | Suất dự       | Suất dự      | Suất dự |
| Xếp hạng | Xếp hạng | Hiệp hội thành viên  | Điểm   | Vòng bảng (Bao gồm đội tham dự vòng loại ACL) | Vòng loại     | Vòng loại    |         |
| Khu vực  | AFC      | Hiệp hội thành viên  | Điểm   | Vòng bảng (Bao gồm đội tham dự vòng loại ACL) | Vòng Play-off | Vòng sơ loại |         |
| -------- | -------- | -------------------- | ------ | --------------------------------------------- | ------------- | ------------ | ------- |
| 1        | 18       | Ấn Độ                | 27.930 | 1                                             | 0             | 1            |         |
| 2        | 26       | Maldives             | 15.345 | 1                                             | 0             | 1            |         |
| 3        | 37       | Bangladesh[Note BAN] | 4.158  | 1                                             | 0             | 0            |         |
| 4        | 38       | Bhutan               | 3.877  | 0                                             | 0             | 1            |         |
| —        | 39       | Nepal[Note NEP]      | 3.388  | 0                                             | 0             | 0            |         |
| 5        | 44       | Sri Lanka            | 1.656  | 0                                             | 0             | 1            |         |
| —        | 45       | Pakistan[Note PAK]   | 1.506  | 0                                             | 0             | 0            |         |
| Tổng     | Tổng     | Tổng                 | Tổng   | 3                                             | 0             | 4            |         |
| Tổng     | Tổng     | Tổng                 | Tổng   | 3                                             | 4             |              |         |
| Tổng     | Tổng     | Tổng                 | Tổng   | 7                                             |               |              |         |

| Xếp hạng | Xếp hạng | Hiệp hội thành viên  | Điểm   | Suất dự                                       | Suất dự       | Suất dự      | Suất dự |
| Xếp hạng | Xếp hạng | Hiệp hội thành viên  | Điểm   | Vòng bảng (Bao gồm đội tham dự vòng loại ACL) | Vòng loại     | Vòng loại    |         |
| Khu vực  | AFC      | Hiệp hội thành viên  | Điểm   | Vòng bảng (Bao gồm đội tham dự vòng loại ACL) | Vòng Play-off | Vòng sơ loại |         |
| -------- | -------- | -------------------- | ------ | --------------------------------------------- | ------------- | ------------ | ------- |
| 1        | 16       | Việt Nam             | 29.273 | 2                                             | 0             | 0            |         |
| 2        | 17       | Malaysia             | 28.865 | 2                                             | 0             | 0            |         |
| —        | 21       | Indonesia[Note IDN]  | 20.372 | 0                                             | 0             | 0            |         |
| 3        | 24       | Myanmar              | 17.220 | 2                                             | 0             | 0            |         |
| 4        | 25       | Philippines          | 17.188 | 2                                             | 0             | 0            |         |
| 5        | 27       | Singapore            | 13.664 | 1                                             | 1             | 0            |         |
| 6        | 34       | Lào[Note LAO]        | 6.886  | 0                                             | 1             | 0            |         |
| 7        | 36       | Campuchia[Note CAM]  | 4.856  | 0                                             | 2             | 0            |         |
| —        | 42       | Brunei[Note BRU]     | 2.785  | 0                                             | 0             | 0            |         |
| —        | 43       | Đông Timor[Note TLS] | 2.409  | 0                                             | 0             | 0            |         |
| Tổng     | Tổng     | Tổng                 | Tổng   | 9                                             | 4             | 0            |         |
| Tổng     | Tổng     | Tổng                 | Tổng   | 9                                             | 4             |              |         |
| Tổng     | Tổng     | Tổng                 | Tổng   | 13                                            |               |              |         |

| Xếp hạng | Xếp hạng | Hiệp hội thành viên         | Điểm   | Suất dự                                       | Suất dự       | Suất dự      | Suất dự |
| Xếp hạng | Xếp hạng | Hiệp hội thành viên         | Điểm   | Vòng bảng (Bao gồm đội tham dự vòng loại ACL) | Vòng loại     | Vòng loại    |         |
| Khu vực  | AFC      | Hiệp hội thành viên         | Điểm   | Vòng bảng (Bao gồm đội tham dự vòng loại ACL) | Vòng Play-off | Vòng sơ loại |         |
| -------- | -------- | --------------------------- | ------ | --------------------------------------------- | ------------- | ------------ | ------- |
| 1        | 30       | CHDCND Triều Tiên           | 10.314 | 2                                             | 0             | 0            |         |
| 2        | 35       | Trung Hoa Đài Bắc[Note TPE] | 5.609  | 0                                             | 0             | 0            |         |
| —        | 40       | Ma Cao[Note MAC]            | 3.087  | 0                                             | 0             | 0            |         |
| 3        | 41       | Guam[Note GUM]              | 3.049  | 0                                             | 0             | 0            |         |
| 4        | 46       | Mông Cổ                     | 1.430  | 1                                             | 0             | 0            |         |
| Tổng     | Tổng     | Tổng                        | Tổng   | 3                                             | 0             | 0            |         |
| Tổng     | Tổng     | Tổng                        | Tổng   | 3                                             | 0             |              |         |
| Tổng     | Tổng     | Tổng                        | Tổng   | 3                                             |               |              |         |

Ghi chú
1. ^ Bangladesh (BAN): Bangladesh chỉ cử một câu lạc bộ tham dự, mặc dù đủ điều kiện để cử hai đội (một suất vào vòng bảng và một suất vào vòng loại).
2. ^ Brunei (BRU): Brunei đã không cử bất cứ câu lạc bộ nào tham dự.
3. ^ Campuchia (CAM): Campuchia ban đầu chỉ có thể đăng ký một câu lạc bộ, nhưng đã được bổ sung thêm một suất dự vòng loại theo quyết định của Tòa án Trọng tài cho Thể thao.[8][9]
4. ^ Đài Bắc Trung Hoa (TPE): Chinese Taipei đã cử hai câu lạc bộ tham dự (một suất vào vòng bảng và một suất vào vòng loại). Tuy nhiên, hai đội của họ đã rút lui khỏi vòng bảng và vòng play-off sau lễ bốc thăm chia bảng.
5. ^ Guam (GUM): Guam chỉ cử một câu lạc bộ, mặc dù có đủ điều kiện để cử hai đội (một suất vào vòng bảng và một suất vào vòng loại). Tuy nhiên, đội của họ rút khỏi vòng bảng sau lễ bốc thăm chia bảng.
6. ^ Indonesia (IDN): Indonesia đã không cử bất cứ câu lạc bộ nào.
7. ^ Kuwait (KUW): Kuwait không được tham dự do cấm vận của FIFA với Hiệp hội bóng đá Kuwait.[10]
8. ^ Lào (LAO): Lào đã cử hai câu lạc bộ (một suất vào vòng bảng và một suất vào vòng loại). Tuy nhiên, đại diện đầu tiên của họ đã rút khỏi vòng bảng sau lễ bốc thăm chia bảng.
9. ^ Ma Cao (MAC): Ma Cao đã không cử bất cứ câu lạc bộ nào.
10. ^ Nepal (NEP): Nepal đã không cử bất cứ câu lạc bộ nào.
11. ^ Pakistan (PAK): Pakistan đã không cử bất cứ câu lạc bộ nào.
12. ^ Đông Timor (TLS): Đông Timor đã không cử bất cứ câu lạc bộ nào.
13. ^ Yemen (YEM): Yemen đã không cử bất cứ câu lạc bộ nào.

## Các đội tham dự
Có 47 đội từ 27 liên đoàn tham gia giải đấu. Tuy nhiên chỉ có 43 đội thi đấu do có 4 đội bóng đã rút lui.
Chú thích:
- TH: Đương kim vô địch
- 1st, 2nd, 3rd,...: Vị trí tại giải quốc nội
- CW: Đội vô địch cúp quốc gia
- PW: Đội thắng play-off dự AFC Cup cuối mùa
- ACL PR1: Đội thua vòng sơ loại 1 AFC Champions League
- ACL PR2: Đội thua vòng sơ loại 2 AFC Champions League
- ACL PO: Đội thua vòng play-off AFC Champions League

| Tây Á                                | Tây Á                     | Tây Á                                     | Tây Á                 |
| ------------------------------------ | ------------------------- | ----------------------------------------- | --------------------- |
| Al-Quwa Al-JawiyaTH (CW)             | Al-Wahda (CW)             | Al-Muharraq (CW)                          | Nejmeh (CW)           |
| Al-Zawraa (1st)                      | Al-Wehdat (1st, ACL PO)   | Al-Hidd (1st, ACL PR2)                    | Saham (CW) [Note OMA] |
| Al-Jaish (1st)                       | Al-Ahli (CW)              | Safa (1st)                                |                       |
| Trung Á                              |                           |                                           |                       |
| Istiklol (1st, CW)                   | Altyn Asyr (1st, CW)      | Alay Osh (1st)                            |                       |
| Nam Á                                |                           |                                           |                       |
| Bengaluru FC (1st, ACL PR2)          | Maziya (1st)              | Dhaka Abahani (CW)                        |                       |
| ASEAN                                |                           |                                           |                       |
| Hà Nội (1st, ACL PR2)                | Felda United (2nd)        | Global (1st, CW, ACL PR2)                 |                       |
| Than Quảng Ninh (CW)                 | Yadanarbon (1st, ACL PR2) | Ceres–Negros (2nd)                        |                       |
| Johor Darul Ta'zim (1st, CW, ACL PO) | Magwe (CW)                | Tampines Rovers (2nd, ACL PR1) [Note SIN] |                       |
| Đông Á                               |                           |                                           |                       |
| April 25 (1st)                       | Kigwancha (2nd)           | Erchim (1st)                              |                       |

| Tây Á                        | Tây Á                  | Tây Á                   | Tây Á                             |
| ---------------------------- | ---------------------- | ----------------------- | --------------------------------- |
| Al-Suwaiq (2nd) [Note OMA]   | Shabab Al-Khalil (1st) |                         |                                   |
| Trung Á                      |                        |                         |                                   |
| Nam Á                        |                        |                         |                                   |
| ASEAN                        |                        |                         |                                   |
| Home United (4th) [Note SIN] | Lao Toyota (2nd)       | Boeung Ket Angkor (1st) | Phnom Penh Crown (1st) [Note CAM] |
| Đông Á                       |                        |                         |                                   |

| Tây Á            | Tây Á              | Tây Á              | Tây Á                    |
| Trung Á          | Trung Á            | Trung Á            | Trung Á                  |
| ---------------- | ------------------ | ------------------ | ------------------------ |
| Khosilot (2nd)   | Balkan (2nd)       | Dordoi (CW)        | Shaheen Asmayee (1st)    |
| Nam Á            |                    |                    |                          |
| Mohun Bagan (CW) | Club Valencia (CW) | Thimphu City (1st) | Colombo (1st) [Note SRI] |
| ASEAN            |                    |                    |                          |
| Đông Á           |                    |                    |                          |

| Sheikh Russel (2nd) | Tatung (2nd) | Benfica de Macau (1st) |  |
| Tertons (1st)       | Rovers (1st) | Erchim (1st)           |  |
| Nagaworld (2nd)     | Dordoi (2nd) | Three Star Club (1st)  |  |

| ASEAN                 | ASEAN | Đông Á                     | Đông Á       |
| --------------------- | ----- | -------------------------- | ------------ |
| Lanexang United (1st) |       | Taiwan Power Company (1st) | Rovers (1st) |
|                       |       | Tatung (2nd)               |              |

Ghi chú
1. ^ Khu Vực ASEAN (ASZ): Lanexang United (Laos) rút lui khỏi vòng bảng sau lễ bốc thăm chia bảng (bảng H), và không được thay thế, và chỉ có 11 đội sẽ thi đấu trong khu vực ASEAN.[12]
2. ^ Campuchia (CAM): Phnom Penh Crown, đội vô địch 2015 Cambodian League, ban đầu đã tham dự vòng play-off AFC Cup 2017, nhưng đã bị AFC từ chối vì lý do xác thực. Sau khi kháng cáo lên Tòa án Trọng tài cho Thể thao, họ đã được phép tham dự AFC Cup 2017, nhưng đến thời điểm đó thì vòng loại đã kết thúc, vì vậy họ đã được phép tham gia vòng đấu loại trực tiếp như một sự bổ sung.[9]
3. ^ Khu vực Đông Á (EAZ): Rovers (Guam) và Taiwan Power Company (Đài Bắc Trung Hoa) đã rút khỏi vòng bảng sau lễ bốc thăm chia bảng (bảng I), Tatung (Đài Bắc Trung Hoa) đã rút khỏi vòng play-off, Kigwancha (Triều Tiên) và Erchim (Mông Cổ) đã tiến thẳng từ vòng play-off và vòng sơ loại tương ứng vào vòng bảng để thay thế cho họ, và chỉ có ba đội sẽ thi đấu ở vòng bảng khu vực Đông Á, và trận play-off vòng loại khu vực Đông Á sẽ không tổ chức.
4. ^ Oman (OMA): Vì Fanja, đội vô địch 2015–16 Oman Professional League, không tham dự AFC Cup, vị trí của họ đã được thay thế bởi Saham, đội vô địch 2015–16 Sultan Qaboos Cup, bước vào vòng bảng thay vì vòng play-off, và suất dự vòng play-off được thay thế bởi Al-Suwaiq, đội á quân 2015–16 Oman Professional League.
5. ^ Singapore (SIN): Vì Albirex Niigata Singapore, đội vô địch 2016 S.League và 2016 Singapore Cup, là câu lạc bộ vệ tinh của đội bóng Nhật Bản Albirex Niigata và do đó không đủ điều kiện để đại diện cho Singapore trong các giải đấu của AFC, vị trí của họ được thay thế bởi Tampines Rovers Tampines Rovers, đội á quân 2016 S.League, bước vào vòng bảng thay vì vòng play-off, và suất dự vòng play-off đã được thay thế bởi Home United, đội hạng 4 2016 S.League, vì Brunei DPMM, đội hạng 3 2016 S.League, là một đội được quản lý bởi Liên đoàn bóng đá Brunei và do đó không đủ điều kiện để đại diện cho Singapore trong các giải đấu của AFC.
6. ^ Sri Lanka (SRI): 2016 Sri Lanka Football League bị hoãn lại, và do đó đội vô địch 2015 Sri Lanka Football League, Colombo, tham dự 2017 AFC Cup.[13]

## Lịch thi đấu
Lịch trình của giải đấu như sau (W: Khu vực Tây Á, C: Khu vực Trung Á, S: Khu vực Nam Á, A: Khu vực ASEAN, E: Khu vực Đông Á). 
Bắt đầu từ năm 2017, trận đấu tại khu vực Tây Á sẽ được diễn ra vào thứ Hai và thứ Ba thay vì Thứ Ba và Thứ Tư.
| Giai đoạn           | Vòng                       | Ngày bốc thăm                                  | LƯợt đi                                                          | Lượt về                                                          |
| ------------------- | -------------------------- | ---------------------------------------------- | ---------------------------------------------------------------- | ---------------------------------------------------------------- |
| Sơ loại             | Vòng sơ loại               | 17 Tháng 6, 2016                               | 19–25 Tháng 8 2016                                               | 19–25 Tháng 8 2016                                               |
| Vòng loại           | Vòng loại                  | Không bốc thăm                                 | 31 tháng 1 năm 2017 (C, S)                                       | 7 tháng 2 năm 2017 (C, S)                                        |
| Play-off            | Vòng Play-off              | Không bốc thăm                                 | 30–31 tháng 1 năm 2017 (W, A), 21 Tháng 2 2017 (C, S)            | 6–7 tháng 2 năm 2017 (W, A), 28 Tháng 2 2017 (C, S)              |
| Vòng bảng           | Ngày thi đấu thứ nhất      | 13 tháng 12 năm 2016 (Petaling Jaya, Malaysia) | 20–22 tháng 2 năm 2017 (W, A), 14 tháng 3 năm 2017 (C, S, E)     | 20–22 tháng 2 năm 2017 (W, A), 14 tháng 3 năm 2017 (C, S, E)     |
| Vòng bảng           | Ngày thi đấu thứ 2         | 13 tháng 12 năm 2016 (Petaling Jaya, Malaysia) | 6–8 tháng 3 năm 2017 (W, A), 4 tháng 4 năm 2017 (C, S, E)        | 6–8 tháng 3 năm 2017 (W, A), 4 tháng 4 năm 2017 (C, S, E)        |
| Vòng bảng           | Ngày thi đấu thứ 3         | 13 tháng 12 năm 2016 (Petaling Jaya, Malaysia) | 13–15 tháng 3 năm 2017 (W, A), 18 tháng4 năm 2017 (C, S, E)      | 13–15 tháng 3 năm 2017 (W, A), 18 tháng4 năm 2017 (C, S, E)      |
| Vòng bảng           | Ngày thi đấu thứ 4         | 13 tháng 12 năm 2016 (Petaling Jaya, Malaysia) | 3–5 tháng 4 năm 2017 (W, A), 3 tháng 5 năm 2017 (C, S, E)        | 3–5 tháng 4 năm 2017 (W, A), 3 tháng 5 năm 2017 (C, S, E)        |
| Vòng bảng           | Ngày thi đấu thứ 5         | 13 tháng 12 năm 2016 (Petaling Jaya, Malaysia) | 17–19 tháng 4 năm năm 2017 (W, A), 17 tháng 5 năm 2017 (C, S, E) | 17–19 tháng 4 năm năm 2017 (W, A), 17 tháng 5 năm 2017 (C, S, E) |
| Vòng bảng           | Ngày thi đấu thứ 6         | 13 tháng 12 năm 2016 (Petaling Jaya, Malaysia) | 1–3 tháng 5 năm 2017 (W, A), 31 tháng 5 năm 2017 2017 (C, S, E)  | 1–3 tháng 5 năm 2017 (W, A), 31 tháng 5 năm 2017 2017 (C, S, E)  |
| Giai đoạn Knock-out | Bán kết khu vực            | 13 tháng 12 năm 2016 (Petaling Jaya, Malaysia) | 15–17 tháng 5 năm 2017 (W, A)                                    | 29–31 tháng 5 năm 2017 (W, A)                                    |
| Giai đoạn Knock-out | Chung kết khu vực          | TBA                                            | 1–2 tháng 8 năm 2017 (A), 11–12 tháng 9 năm 2017 (W)             | 8–9 tháng 8 năm 2017 (A), 25–26 tháng 9 năm 2017 (W)             |
| Giai đoạn Knock-out | Play-off bán kết khu vực   | TBA                                            | 22–23 tháng 8 năm 2017                                           | 12–13 tháng 9 năm 2017 2017                                      |
| Giai đoạn Knock-out | Play-off Chung kết khu vực | TBA                                            | 26–27 tháng 9 năm 2017                                           | 17–18 tháng 10 năm 2017                                          |
| Giai đoạn Knock-out | Chung kết                  | TBA                                            | 4 tháng 11 năm 2017                                              | 4 tháng 11 năm 2017                                              |

## Vòng sơ loại

### Bảng A
- Các trận đấu diễn ra ở Kyrgyzstan.
- Thời gian: UTC+6.

| VT | Đội              | ST | T | H | B | BT | BB | HS | Đ | Giành quyền tham dự |     | DOR | BEN | ROV |
| -- | ---------------- | -- | - | - | - | -- | -- | -- | - | ------------------- | --- | --- | --- | --- |
| 1  | Dordoi (H)       | 2  | 2 | 0 | 0 | 4  | 1  | +3 | 6 | Vòng loại           |     | —   | 2–1 | —   |
| 2  | Benfica de Macau | 2  | 1 | 0 | 1 | 5  | 4  | +1 | 3 |                     |     | —   | —   | 4–2 |
| 3  | Rovers           | 2  | 0 | 0 | 2 | 2  | 6  | −4 | 0 |                     | 0–2 | —   | —   |     |

### Bảng B
- Các trận đấu diễn ra ở Mông Cổ.
- Thời gian: UTC+9.

| VT | Đội             | ST | T | H | B | BT | BB | HS | Đ | Giành quyền tham dự |     | TSC | ERC | NAG |
| -- | --------------- | -- | - | - | - | -- | -- | -- | - | ------------------- | --- | --- | --- | --- |
| 1  | Three Star Club | 2  | 1 | 1 | 0 | 3  | 1  | +2 | 4 | Vòng loại           |     | —   | 2–0 | —   |
| 2  | Erchim (H)      | 2  | 1 | 0 | 1 | 1  | 2  | −1 | 3 |                     |     | —   | —   | 1–0 |
| 3  | Nagaworld       | 2  | 0 | 1 | 1 | 1  | 2  | −1 | 1 |                     | 1–1 | —   | —   |     |

1. ↑  Tất cả Hiệp hội bóng đá Nepal không đăng ký Three Star Club trước hạn chót thi đấu cho vòng loại.[17]

### Bảng C
- Các trận đấu diễn ra ở Bhutan.
- Thời gian: UTC+6.

| VT | Đội           | ST | T | H | B | BT | BB | HS | Đ | Giành quyền tham dự |   | TER | TAT | SHR |
| -- | ------------- | -- | - | - | - | -- | -- | -- | - | ------------------- | - | --- | --- | --- |
| 1  | Tertons (H)   | 2  | 1 | 1 | 0 | 4  | 3  | +1 | 4 | Vòng loại           |   | —   | —   | 4–3 |
| 2  | Tatung        | 2  | 0 | 2 | 0 | 1  | 1  | 0  | 2 |                     |   | 0–0 | —   | —   |
| 3  | Sheikh Russel | 2  | 0 | 1 | 1 | 4  | 5  | −1 | 1 |                     | — | 1–1 | —   |     |

1. ↑  Liên đoàn bóng đá Bhutan đã đăng ký Thimphu City thay vì Tertons, với tư cách là đại diện của họ cho vòng loại.

## Vòng loại
Có tổng cộng 8 đội tham dự vòng loại.

| Đội 1           | TTS | Đội 2    | Lượt đi | Lượt vềl |
| --------------- | --- | -------- | ------- | -------- |
| Shaheen Asmayee | 0–1 | Khosilot | 0–1     | 0–0      |
| Dordoi          | 3–2 | Balkan   | 1–1     | 2–1      |

| Đội 1        | TTS | Đội 2         | Lượt đi | Lượt về |
| ------------ | --- | ------------- | ------- | ------- |
| Colombo      | 2–4 | Mohun Bagan   | 1–2     | 1–2     |
| Thimphu City | 0–3 | Club Valencia | 0–0     | 0–3     |

## Vòng play-off
Có tổng cộng 10 đội tham dự vòng play-off: 6 đội lọt vào vòng này, 4 đội thắng vòng loại.

| Đội 1            | TTS | Đội 2     | Lượt đi | Lượt về |
| ---------------- | --- | --------- | ------- | ------- |
| Shabab Al-Khalil | 3–4 | Al-Suwaiq | 2–1     | 1–3     |

| Đội 1  | TTS | Đội 2    | Lượt đi | Lượt về |
| ------ | --- | -------- | ------- | ------- |
| Dordoi | 2–1 | Khosilot | 1–0     | 1–1     |

| Đội 1         | TTS | Đội 2       | Lượt đi | Lượt về |
| ------------- | --- | ----------- | ------- | ------- |
| Club Valencia | 2–5 | Mohun Bagan | 1–1     | 1–4     |

| Đội 1             | TTS | Đội 2       | Lượt đi | Lượt về |
| ----------------- | --- | ----------- | ------- | ------- |
| Phnom Penh Crown  | 3–7 | Home United | 3–4     | 0–3     |
| Boeung Ket Angkor | 2–1 | Lao Toyota  | 1–1     | 1–0     |

## Vòng bảng
Lễ bốc thăm vòng bảng diễn ra vào ngày 13 tháng 12 năm 2016, 14:30 MYT (UTC+8), ở Hilton Petaling Jaya tại Petaling Jaya, Malaysia. 36 đội được xếp vào chín bảng, mỗi bảng bốn đội: ba bảng ở khu vực Tây Á (Bảng A–C) và ASEAN (Bảng F–H), và một bảng ở khu vực Trung Á (Bảng D), Nam Á (Bảng E) và Đông Á (Bảng I). Các đội cùng hiệp hội ở khu vực Tây Á và ASEAN không được xếp vào cùng một bảng.
Do một số đội của khu vực ASEAN và Đông Á rút lui sau lễ bốc thăm, chỉ có 34 đội ở vòng bảng, với bảng H và I chỉ có ba đội.

### Bảng A
| VT | Đội       | ST | T | H | B | BT | BB | HS | Đ  | Giành quyền tham dự |     | ZAW | JAI | AHL | SUW |
| -- | --------- | -- | - | - | - | -- | -- | -- | -- | ------------------- | --- | --- | --- | --- | --- |
| 1  | Al-Zawraa | 6  | 3 | 3 | 0 | 9  | 3  | +6 | 12 | Bán kết khu vực     |     | —   | 3–1 | 1–1 | 0–0 |
| 2  | Al-Jaish  | 6  | 3 | 0 | 3 | 6  | 9  | −3 | 9  |                     |     | 0–3 | —   | 1–0 | 1–2 |
| 3  | Al-Ahli   | 6  | 1 | 3 | 2 | 5  | 5  | 0  | 6  |                     | 1–1 | 1–2 | —   | 2–1 |     |
| 4  | Al-Suwaiq | 6  | 1 | 2 | 3 | 3  | 5  | −2 | 5  |                     | 0–1 | 0–1 | 0–0 | —   |     |

### Bảng B
| VT | Đội               | ST | T | H | B | BT | BB | HS  | Đ  | Giành quyền tham dự |     | QUW | WAH | HID | SAF |
| -- | ----------------- | -- | - | - | - | -- | -- | --- | -- | ------------------- | --- | --- | --- | --- | --- |
| 1  | Al-Quwa Al-Jawiya | 6  | 3 | 3 | 0 | 6  | 2  | +4  | 12 | Bán kết khu vực     |     | —   | 1–1 | 2–1 | 2–0 |
| 2  | Al-Wahda          | 6  | 3 | 2 | 1 | 10 | 3  | +7  | 11 | Bán kết khu vực     |     | 0–0 | —   | 0–2 | 2–0 |
| 3  | Al-Hidd           | 6  | 3 | 0 | 3 | 8  | 5  | +3  | 9  |                     |     | 0–1 | 0–1 | —   | 3–1 |
| 4  | Safa              | 6  | 0 | 1 | 5 | 1  | 15 | −14 | 1  |                     | 0–0 | 0–6 | 0–2 | —   |     |

### Bảng C
| VT | Đội         | ST | T | H | B | BT | BB | HS | Đ  | Giành quyền tham dự |     | WEH | MUH | SAH | NEJ |
| -- | ----------- | -- | - | - | - | -- | -- | -- | -- | ------------------- | --- | --- | --- | --- | --- |
| 1  | Al-Wehdat   | 6  | 3 | 3 | 0 | 9  | 6  | +3 | 12 | Bán kết khu vực     |     | —   | 3–2 | 2–1 | 1–0 |
| 2  | Al-Muharraq | 6  | 3 | 1 | 2 | 9  | 8  | +1 | 10 |                     |     | 1–1 | —   | 1–0 | 1–0 |
| 3  | Saham       | 6  | 2 | 1 | 3 | 9  | 9  | 0  | 7  |                     | 1–1 | 3–2 | —   | 3–1 |     |
| 4  | Nejmeh      | 6  | 1 | 1 | 4 | 5  | 9  | −4 | 4  |                     | 1–1 | 1–2 | 2–1 | —   |     |

### Bảng D
| VT | Đội        | ST | T | H | B | BT | BB | HS  | Đ  | Giành quyền tham dự  |     | IST | ALT | DOR | ALA |
| -- | ---------- | -- | - | - | - | -- | -- | --- | -- | -------------------- | --- | --- | --- | --- | --- |
| 1  | Istiklol   | 6  | 5 | 1 | 0 | 15 | 4  | +11 | 16 | Bán kết liên khu vực |     | —   | 1–0 | 2–0 | 3–1 |
| 2  | Altyn Asyr | 6  | 4 | 1 | 1 | 12 | 4  | +8  | 13 |                      |     | 1–1 | —   | 3–0 | 4–1 |
| 3  | Dordoi     | 6  | 1 | 0 | 5 | 6  | 16 | −10 | 3  |                      | 1–4 | 0–2 | —   | 1–0 |     |
| 4  | Alay Osh   | 6  | 1 | 0 | 5 | 9  | 18 | −9  | 3  |                      | 1–4 | 1–2 | 5–4 | —   |     |

1. 1 2  Bàn thắng sân khách đối đầu: Dordoi 4, Alay Osh 0.

### Bảng E
| VT | Đội                   | ST | T | H | B | BT | BB | HS | Đ  | Giành quyền tham dự  |     | BFC | MAZ | MOH | ABD |
| -- | --------------------- | -- | - | - | - | -- | -- | -- | -- | -------------------- | --- | --- | --- | --- | --- |
| 1  | Bengaluru FC          | 6  | 4 | 0 | 2 | 7  | 6  | +1 | 12 | Bán kết liên khu vực |     | —   | 1–0 | 2–1 | 2–0 |
| 2  | Maziya                | 6  | 4 | 0 | 2 | 10 | 4  | +6 | 12 |                      |     | 0–1 | —   | 5–2 | 2–0 |
| 3  | Mohun Bagan           | 6  | 2 | 1 | 3 | 10 | 11 | −1 | 7  |                      | 3–1 | 0–1 | —   | 3–1 |     |
| 4  | Abahani Limited Dhaka | 6  | 1 | 1 | 4 | 4  | 10 | −6 | 4  |                      | 2–0 | 0–2 | 1–1 | —   |     |

1. 1 2  Điểm đối đầu: Bengaluru FC 6, Maziya 0.

### Bảng F
| VT | Đội                | ST | T | H | B | BT | BB | HS  | Đ  | Giành quyền tham dự |     | GLO | JDT | BKA | MAG |
| -- | ------------------ | -- | - | - | - | -- | -- | --- | -- | ------------------- | --- | --- | --- | --- | --- |
| 1  | Global Cebu        | 6  | 5 | 0 | 1 | 13 | 9  | +4  | 15 | Bán kết khu vực     |     | —   | 3–2 | 3–1 | 1−0 |
| 2  | Johor Darul Ta'zim | 6  | 4 | 1 | 1 | 16 | 5  | +11 | 13 | Bán kết khu vực     |     | 4–0 | —   | 3–0 | 3–1 |
| 3  | Boeung Ket Angkor  | 6  | 1 | 1 | 4 | 3  | 12 | −9  | 4  |                     |     | 0–2 | 0–3 | —   | 1–0 |
| 4  | Magwe              | 6  | 0 | 2 | 4 | 5  | 11 | −6  | 2  |                     | 2–4 | 1–1 | 1–1 | —   |     |

### Bảng G
| VT | Đội             | ST | T | H | B | BT | BB | HS | Đ  | Giành quyền tham dự |     | CER | HAN | TAM | FEL |
| -- | --------------- | -- | - | - | - | -- | -- | -- | -- | ------------------- | --- | --- | --- | --- | --- |
| 1  | Ceres–Negros    | 6  | 3 | 2 | 1 | 16 | 8  | +8 | 11 | Bán kết khu vực     |     | —   | 6–2 | 5–0 | 0–0 |
| 2  | Hà Nội          | 6  | 3 | 2 | 1 | 14 | 10 | +4 | 11 |                     |     | 1–1 | —   | 4–0 | 4–1 |
| 3  | Tampines Rovers | 6  | 2 | 0 | 4 | 8  | 17 | −9 | 6  |                     | 2–4 | 1–2 | —   | 2–1 |     |
| 4  | FELDA United    | 6  | 1 | 2 | 3 | 7  | 10 | −3 | 5  |                     | 3–0 | 1–1 | 1–3 | —   |     |

1. 1 2  Điểm đối đầu: Ceres–Negros 4, Hà Nội 1.

### Bảng H
| VT | Đội             | ST | T | H | B | BT | BB | HS | Đ | Giành quyền tham dự |     | HOM | TQN | YAD |
| -- | --------------- | -- | - | - | - | -- | -- | -- | - | ------------------- | --- | --- | --- | --- |
| 1  | Home United     | 4  | 3 | 0 | 1 | 12 | 8  | +4 | 9 | Bán kết khu vực     |     | —   | 3–2 | 4–1 |
| 2  | Than Quảng Ninh | 4  | 1 | 1 | 2 | 10 | 9  | +1 | 4 |                     |     | 4–5 | —   | 1–1 |
| 3  | Yadanarbon      | 4  | 1 | 1 | 2 | 3  | 8  | −5 | 4 |                     | 1–0 | 0–3 | —   |     |

1. 1 2  Điểm đối đầu: Than Quảng Ninh 4, Yadanarbon 1.

### Bảng I
| VT | Đội       | ST | T | H | B | BT | BB | HS  | Đ | Giành quyền tham dự  |     | APR | KIG | ERC |
| -- | --------- | -- | - | - | - | -- | -- | --- | - | -------------------- | --- | --- | --- | --- |
| 1  | April 25  | 4  | 2 | 2 | 0 | 14 | 3  | +11 | 8 | Bán kết liên khu vực |     | —   | 1–1 | 6–0 |
| 2  | Kigwancha | 4  | 2 | 2 | 0 | 13 | 3  | +10 | 8 |                      |     | 2–2 | —   | 7–0 |
| 3  | Erchim    | 4  | 0 | 0 | 4 | 0  | 21 | −21 | 0 |                      | 0–5 | 0–3 | —   |     |

1. 1 2  Bàn thắng sân khách đối đầu: April 25 2, Kigwancha 1.

### Các đội nhì bảng có thành tích tốt nhất

#### Tây Á
| VT | Bg | Đội         | ST | T | H | B | BT | BB | HS | Đ  | Giành quyền tham dự |
| -- | -- | ----------- | -- | - | - | - | -- | -- | -- | -- | ------------------- |
| 1  | B  | Al-Wahda    | 6  | 3 | 2 | 1 | 10 | 3  | +7 | 11 | Bán kết khu vực     |
| 2  | C  | Al-Muharraq | 6  | 3 | 1 | 2 | 9  | 8  | +1 | 10 |                     |
| 3  | A  | Al-Jaish    | 6  | 3 | 0 | 3 | 6  | 9  | −3 | 9  |                     |

#### ASEAN
| VT | Bg | Đội                | ST | T | H | B | BT | BB | HS | Đ | Giành quyền tham dự |
| -- | -- | ------------------ | -- | - | - | - | -- | -- | -- | - | ------------------- |
| 1  | F  | Johor Darul Ta'zim | 4  | 3 | 0 | 1 | 12 | 3  | +9 | 9 | Bán kết khu vực     |
| 2  | G  | Hà Nội             | 4  | 2 | 1 | 1 | 9  | 8  | +1 | 7 |                     |
| 3  | H  | Than Quảng Ninh    | 4  | 1 | 1 | 2 | 10 | 9  | +1 | 4 |                     |

## Vòng loại trực tiếp
Ở vòng loại trực tiếp, 11 đội chơi theo thể thức loại trực tiếp, với các đội được chia thành năm khu vực cho tới vòng bán kết liên khu vực. Mỗi cặp đấu diên ra theo thể thức hai lượt sân nhà-sân khách, ngoại trừ trận chung kết diễn ra theo thể thức một lượt. Luật bàn thắng sân khách (với các cặp đấu hai lượt), hiệp phụ (luật bàn thắng sân khách không được áp dụng trong hiệp phụ) và loạt sút luân lưu được sử dụng để xác định đội thắng nếu cần thiết (Regulations Article 11.3).

### Bán kết khu vực
Ở vòng bán kết khu vực, bốn đội ở khu vực Tây Á (Bảng A–C) được xếp vào hai cặp, và bốn đội ở khu vực ASEAN (Bảng F–H) được xếp vào hai cặp, với thứ tự thi đấu được quyết định qua bốc thăm và đội nhì bảng có thành tích tốt nhất.
| Đội 1             | TTS | Đội 2     | Lượt đi | Lượt về |
| ----------------- | --- | --------- | ------- | ------- |
| Al-Quwa Al-Jawiya | 2–1 | Al-Zawraa | 1–1     | 1–0     |
| Al-Wahda          | 4–2 | Al-Wehdat | 4–1     | 0–1     |

| Đội 1              | TTS     | Đội 2        | Lượt đi | Lượt về |
| ------------------ | ------- | ------------ | ------- | ------- |
| Global Cebu        | 4–5     | Home United  | 2–2     | 2–3     |
| Johor Darul Ta'zim | 4–4 (a) | Ceres–Negros | 3–2     | 1–2     |

### Chung kết khu vực
Lễ bốc thăm trận chung kết khu vực diễn ra vào ngày 6 tháng 6 năm 2017. Hai đội thắng bán kết khu vực Tây Á đối đầu với nhau, và đội thắng bán kết khu vực ASEAN đối đầu với nhau, với thứ tự thi đấu được quyết định bởi bốc thăm. Đội thắng trận chung kết khu vực Tây Á lọt vào trận chung kết, trong khi đội thắng trận chung kết khu vực ASEAN lọt vào vòng bán kết liên khu vực.
| Đội 1    | TTS     | Đội 2             | Lượt đi | Lượt về |
| -------- | ------- | ----------------- | ------- | ------- |
| Al-Wahda | 2–2 (a) | Al-Quwa Al-Jawiya | 2–1     | 0–1     |

| Đội 1       | TTS | Đội 2        | Lượt đi | Lượt về |
| ----------- | --- | ------------ | ------- | ------- |
| Home United | 2–3 | Ceres–Negros | 2–1     | 0–2     |

### Bán kết liên khu vực
Lễ bốc thăm vòng bán kết liên khu vực diễn ra vào ngày 6 tháng 6 năm 2017. Ở vòng bán kết liên khu vực, bốn đội thắng các khu vực ngoài Tây Á được xếp vào hai cặp đấu, đội nhất khu vực Trung Á (Bảng D), đội nhất khu vực Nam Á (Bảng E), đội nhất khu vực Đông Á (Bảng I) và đội vô địch khu vực ASEAN (danh tính chưa được xác định tại thời điểm bốc thăm), with the matchups and order of legs decided by draw, without any seeding.
| Đội 1        | TTS | Đội 2        | Lượt đi | Lượt về |
| ------------ | --- | ------------ | ------- | ------- |
| Istiklol     | 5–1 | Ceres–Negros | 4–0     | 1–1     |
| Bengaluru FC | 3–0 | April 25     | 3–0     | 0–0     |

### Chung kết liên khu vực
Ở trận chung kết liên khu vực, hai đội thắng bán kết liên khu vực đối đầu với nhau, với thứ tự thi đấu được xác định ở lễ bốc thăm vòng bán kết liên khu vực. Đội thắng chung kết liên khu vực lọt vào trận chung kết.
| Đội 1    | TTS | Đội 2        | Lượt đi | Lượt về |
| -------- | --- | ------------ | ------- | ------- |
| Istiklol | 3–2 | Bengaluru FC | 1–0     | 2–2     |

### Chung kết
Lễ bốc thăm trận chung kết diễn ra vào ngày 6 tháng 6 năm 2017. Ở trận chung kết, đội vô địch khu vực Tây Á đối đầu với đội vô địch liên khu vực, với đội chủ nhà được xác định qua bốc thăm.
| Istiklol | 0–1      | Al-Quwa Al-Jawiya |
| -------- | -------- | ----------------- |
|          | Chi tiết | - Mohsin 68'      |

## Giải thưởng
| Giải thưởng                | Cầu thủ              | Câu lạc bộ   |
| -------------------------- | -------------------- | ------------ |
| Cầu thủ xuất sắc nhất giải | Manuchekhr Dzhalilov | Istiklol     |
| Vua phá lưới               | Kim Yu-song          | April 25     |
| Đội đoạt giải phong cách   | —                    | Ceres–Negros |

## Các cầu thủ ghi bàn hàng đầu
| Xếp hạng | Cầu thủ              | Câu lạc bộ         | MD1 | MD2 | MD3 | MD4 | MD5 | MD6 | ZSF1 | ZSF2 | ZF1 | ZF2 | ISF1 | ISF2 | IF1 | IF2 | F | Tổng |
| -------- | -------------------- | ------------------ | --- | --- | --- | --- | --- | --- | ---- | ---- | --- | --- | ---- | ---- | --- | --- | - | ---- |
| 1        | Kim Yu-song          | April 25           | 5   |     |     | 1   | 3   |     |      |      |     |     |      |      |     |     |   | 9    |
| 2        | Gabriel Guerra       | Johor Darul Ta'zim | 1   |     |     | 2   | 1   | 3   |      | 1    |     |     |      |      |     |     |   | 8    |
| 2        | Bienvenido Marañón   | Ceres–Negros       | 1   | 2   |     |     | 2   | 2   | 1    |      |     |     |      |      |     |     |   | 8    |
| 2        | Stipe Plazibat       | Home United        |     |     |     | 4   |     |     | 1    | 2    | 1   |     |      |      |     |     |   | 8    |
| 5        | Manuchekhr Dzhalilov | Istiklol           |     |     |     | 2   | 3   |     |      |      |     |     | 2    |      |     |     |   | 7    |
| 6        | Mohammed Al-Ghassani | Saham              | 1   | 1   | 1   |     |     | 3   |      |      |     |     |      |      |     |     |   | 6    |
| 7        | Nguyễn Văn Quyết     | Hà Nội             | 1   |     | 1   | 1   |     | 2   |      |      |     |     |      |      |     |     |   | 5    |
| 7        | Rim Kwang-hyok       | Kigwancha          |     |     |     | 1   |     | 4   |      |      |     |     |      |      |     |     |   | 5    |
| 7        | Fernando Rodríguez   | Ceres–Negros       |     | 1   |     |     | 1   | 1   | 1    | 1    |     |     |      |      |     |     |   | 5    |
| 7        | Myrat Ýagşyýew       | Altyn Asyr         |     |     | 1   |     | 4   |     |      |      |     |     |      |      |     |     |   | 5    |

Ghi chú: Bàn thắng ghi được ở vòng loại không được tính (Regulations Article 64.4).
Nguồn: AFC